# Liste der Bodendenkmäler in Wadersloh
Die Liste der Bodendenkmäler in Wadersloh enthält die denkmalgeschützten unterirdischen baulichen Anlagen, Reste oberirdischer baulicher Anlagen, Zeugnisse tierischen und pflanzlichen Lebens und paläontologischen Reste auf dem Gebiet der Gemeinde Wadersloh im Kreis Warendorf in Nordrhein-Westfalen (Stand: Oktober 2020). Diese Bodendenkmäler sind in Teil B der Denkmalliste der Gemeinde Wadersloh eingetragen; Grundlage für die Aufnahme ist das Denkmalschutzgesetz Nordrhein-Westfalen (DSchG NRW).
| Bild | Bezeichnung        | Lage                                | Beschreibung | Bauzeit | Eingetragen seit | Denkmal- nummer |
| ---- | ------------------ | ----------------------------------- | ------------ | ------- | ---------------- | --------------- |
|      | Alter Kirchplatz   | Diestedde Lange Straße              |              |         |                  |                 |
|      | Landwehr           | Diestedde parallel des Wideyweges   |              |         |                  |                 |
|      | 3 Landwehren       | Diestedde parallel des Wideyweges   |              |         |                  |                 |
|      | Landwehr           | Bauerschaft Geist                   |              |         |                  |                 |
|      | Abtei Liesborn     | Liesborn Abteiring                  |              |         |                  |                 |
|      | Landwehr-Teilstück | Wadersloh nördlich der Winkelstraße |              |         |                  |                 |